# Tokio Marine
Tokio Marine Holdings, Inc. (яп. 株式会社東京海上ホールディングス кабусики гайся то:кё: кайдзё: хо:рудингусу), до 2008 года известная как Millea Holdings — международная страховая компания, главный офис которой расположен в Токио (Япония). Основанная в 1879 году, является старейшей страховой компанией в Японии. Millea Holdings был создан в 2002 году с целью стать материнской компанией для Tokio Marine и Nichido Fire Insurance после их слияния. Специализация — страхование имущества.

## История
После Реставрации Мэйдзи в 1868 году началась индустриализация Японии, возросла внешняя торговля и, как следствие, появилась потребность в страховании морских перевозок грузов. Токийская морская страховая компания (Tokio Marine) была основана в 1879 году и считается старейшей в стране. Её основными клиентами стали дзайбацу Мицуи и Мицубиси. Уже в первый год работы компания открыла отделения в Лондоне, Париже, Нью-Йорке и ряде портовых городов в Азии. С 1914 года компания начала также страховать от пожаров. Перед Второй мировой войной около половины страховых премий приносили зарубежные операции, но с началом войны компания оказалась отрезанной от зарубежных клиентов, как и от перестраховочных компаний. Начался период консолидации стаховой отрасли. В 1944 году компания была объединена с Meiji Fire (Страхование от пожаров Мэйдзи, основана в 1891 году, обе компании на тот момент принадлежали дзайбацу Мицубиси).
С 1977 года компания начала заниматься другими видами страхования, всё большее значение в её деятельности начали приобретать автострахование и пенсионное страхование. Дочерняя компания по страхованию жизни была создана в 1996 году, до этого законодательство Японии запрещало совмещать страхование жизни с другими видами. В 2002 году был создан холдинг Millea, объединивший Tokio Marine и Nichido Fire Insurance. В 2008 году холдинг был переименован в Tokio Marine и начал расширился за счёт ряда зарубежных приобретений: Kiln Ltd. в Великобритании и Philadelphia Consolidated Holding Group в США в 2008 году, затем Delphi Financial Group, Inc. (США, 2012 год), HCC Insurance Holdings (США, 2015 год), Safety Insurance Public Company Ltd. (Таиланд, 2018 год), Hollard Holdings (ЮАР, 2018 год), Pure Group (США, 2020 год).

## Деятельность
За 2020 финансовый год, закончившийся 31 марта 2021 года, выручка группы составила 5,46 трлн иен, из них 4,67 трлн пришлось на страховые премии, 661 млрд — на инвестиционный доход. Страховые выплаты составили 2,26 трлн иен. Активы на конец года составили 25,77 трлн, из них 18,74 трлн пришлось на инвестиции в ценные бумаги.
По размеру выручки основными регионами деятельности являются Япония (3,45 трлн иен) и США (1,30 трлн иен).
Основные подразделения:
- Страхование в Японии, кроме страхования жизни — выручка 2,75 трлн иен, чистая прибыль 143 млрд, активы 7,54 трлн иен.
- Страхование жизни в Японии — выручка 0,78 трлн иен, чистая прибыль 69 млрд, активы 9,49 трлн.
- Зарубежное страхование — выручка 1,88 трлн иен, чистая прибыль 45 млрд, активы 8,82 трлн.
- Финансовые услуги — выручка 72 млрд иен, чистая прибыль 10 млрд, активы 79 млрд.

В списке крупнейших публичных компаний мира Forbes Global 2000 за 2021 год компания заняла 203-е место, в том числе 178-е по размеру выручки, 498-е по чистой прибыли, 166-е по активам и 543-е по рыночной капитализации. В списке Fortune Global 500 компания оказалась на 208-м месте.
|                     | 2011  | 2012  | 2013  | 2014  | 2015  | 2016  | 2017  | 2018  | 2019  | 2020  |       |
| ------------------- | ----- | ----- | ----- | ----- | ----- | ----- | ----- | ----- | ----- | ----- | ----- |
| Оборот              | 3,289 | 3,416 | 3,858 | 4,166 | 4,328 | 4,579 | 5,233 | 5,399 | 5,477 | 5,465 | 5,461 |
| Чистая прибыль      | 0,072 | 0,006 | 0,130 | 0,184 | 0,247 | 0,255 | 0,274 | 0,284 | 0,275 | 0,260 | 0,162 |
| Активы              | 16,53 | 16,34 | 18,03 | 18,95 | 20,89 | 21,86 | 22,61 | 22,93 | 22,53 | 25,25 | 25,77 |
| Собственный капитал | 1,904 | 1,857 | 2,363 | 2,739 | 3,610 | 3,513 | 3,570 | 3,836 | 3,604 | 3,427 | 3,723 |

## Дочерние компании
Основные дочерние компании на 2021 год:
- Tokio Marine & Nichido Fire Insurance Co., Ltd. (Япония, основана в 1879 году)
- Nisshin Fire & Marine Insurance Co., Ltd. (Япония, основана в 1908 году)
- E. design Insurance Co., Ltd. (Япония, основана в 2009 году)
- Tokio Marine & Nichido Life Insurance Co., Ltd. (Япония, основана в 1996 году)
- Tokio Marine Millea SAST Insurance Co., Ltd. (Япония, основана в 2003 году)
- Tokio Marine Asset Management Co., Ltd. (Япония, основана в 1985 году)
- Tokio Marine North America, Inc. (США, основана в 2011 году)
- Philadelphia Consolidated Holding Corp. (США, основана в 1981 году)
- Delphi Financial Group, Inc. (США, основана в 1987 году)
- HCC Insurance Holdings, Inc. (США, основана в 1991 году)
- Privilege Underwriters, Inc. (США, основана в 2006 году)
- Tokio Marine Kiln Group Limited (Великобритания, основана в 1994 году)
- Tokio Marine Asia Pte. Ltd. (Сингапур, основана в 1992 году)
- Tokio Marine Life Insurance Singapore Ltd. (Сингапур, основана в 1948 году)
- Tokio Marine Seguradora S.A. (Бразилия, основана в 1937 году)
- IFFCO-TOKIO General Insurance Company Limited (Индия, основана в 2000 году, 49 %)